# 阿库阿
阿库阿（法語：Acoua，法語發音：[akwa]）是法国海外省马约特的一个市镇。

## 地理
阿库阿（12°43'19"S, 45°3'24"E）面积13.11 平方千米，位于法国海外省马约特。
与阿库阿接壤的市镇（或旧市镇、城区）包括：邦德拉布阿、姆仓博罗、姆仓加穆日。
阿库阿的时区为UTC+03:00。

## 行政
阿库阿的邮政编码为97630，INSEE市镇编码为97601。

## 政治
阿库阿所属的省级选区为姆仓博罗县。

## 人口
阿库阿于2017时的人口数量为5192人。